# Chamaemyiidae
Famille
Les Chamaemyiidae sont une famille d'insectes diptères brachycères.

## Sous-familles et genres
Selon Catalogue of Life (27 févr. 2013) :
- genre Acrometopia
- genre Anchioleucopis
- genre Anochthiphila
- genre Chaetoleucopis
- genre Chamaemyia
- genre Cremifania
- genre Echinoleucopis
- genre Leucochthiphila
- genre Leucopis
- genre Lipoleucopis
- genre Mallochianamyia
- genre Melaleucopis
- genre Melanochthiphila
- genre Neoleucopis
- genre Notochthiphila
- genre Paraleucopis
- genre Parapamecia
- genre Parochthiphila
- genre Plunomia
- genre Pseudodinia
- genre Pseudoleucopis
- genre Toropamecia

Selon ITIS (27 févr. 2013) :
- sous-famille des Chamaemyiinae
- sous-famille des Cremifaniinae

Selon NCBI (27 févr. 2013) :
- genre Chamaemyia
- genre Cremifania
  - Cremifania nearctica
- genre Parochthiphila
  - Parochthiphila coronata
- Chamaemyiidae incertae sedis

Selon Paleobiology Database (27 févr. 2013) :
- genre Chamaemyia
- sous-famille des Cremifaniinae

Selon World Register of Marine Species (27 févr. 2013) :
- genre Chamaemyia Meigen, 1803